# Cerura phantoma
Cerura phantoma är en fjärilsart som beskrevs av Johan Wilhelm Dalman 1823. Cerura phantoma ingår i släktet Cerura och familjen tandspinnare. Inga underarter finns listade i Catalogue of Life.